# Волк (воевода)
Волк — русский воевода князя Святослава I Игоревича, известный только по пересказу историком В. Н. Татищевым фрагмента несохранившейся летописи.
Согласно В. Н. Татищеву, Волк командовал русским гарнизоном в Переяславце во время ухода Святослава с основными силами на Русь в 969 году. Узнав об уходе основных сил русских, болгары осадили Переяславец, заблокировав все пути сообщения. Во время осады у русских закончилось продовольствие и увеличилось число недовольных граждан в самом Переяславце. Тогда (в 970 году), чтобы спасти войско, Волк применил хитрость: «..Волк крепко во граде оборонялся и, видя недостаток пищи, а скорее уведав, что некоторые граждане имеют согласие с болгарами, выйти же с войском в Русь было неудобно, так как в поле и по Дунаю в ладьях болгары крепко стерегли, велел тайно войску своему ладьи приготовить на берегу. А сам, показывая вид, разгласил, что хочет, до последнего человека град обороняя, Святослава ожидать, потому коней велел всех порезать, мяса солить и сушить; ночью же, собрав войско, град на нескольких местах зажег, что болгары увидев, приступили доставать град. А Волк, убравшись на ладьи свои, напал и, болгарские ладьи на другой стороне побрав, пошел со всем войском и имением вниз по Дунаю. И не могли ему болгары ничего учинить, поскольку ладьи все были отняты.». Отступив к Днестру Волк со своими отрядами присоединился к основным войскам Святослава.
Достоверность сюжета о Волке весьма сложно доказать или опровергнуть из-за недостатка дополнительных сведений.